# 外部式フィルター

外部式フィルターの仕組み

外部式フィルター（がいぶしきフィルター）とはアクアリウム（観賞魚）で使用されるフィルター（濾過器）である。モーターを使用して送水を行う事から、パワーフィルターとも呼ばれる。
二本のホースによって水槽水の吸排出を行い、ホースが接続された密閉された濾過器本体で濾過を行う。
一般的な製品はポンプ（モーターヘッド）と濾過槽が一体化しているが起動にあたって呼び水が必要となるため、水中ポンプを水槽内に設置する製品もある。
水槽台の中など設置場所に自由度がある点、後述の濾過能力などが特徴である。
濾過能力はろ材の容量に影響するが、濾過能力が高い大型大容量の機種があり、またメーカーや機種によっては追加のサブフィルターを設置して濾材容量を増やせる場合もある。プロテインスキマー（水中のたんぱく質を除去する装置）や紫外線殺菌灯、水槽用クーラー、強い水流と水中に酸素を発生させるディフューザーなども接続出来る場合もある。
多量の二酸化炭素を必要とする水草水槽において多く使用されるが、これは二酸化炭素を追加している場合でも密閉されたフィルターにより空気中に放出される事を防げるためである。一方、空気中の酸素を取り込む事が無いために、生体によっては酸素不足となって、追加のエアストーンなどが必要となる場合がある。